# AS Ramat Hasjaron
AS Ramat Hasjaron (Hebreeuws: אלקטרה רמת השרון) is een professionele damesbasketbalclub uit Ramat Hasjaron, Israël. De club komt uit in de Ligat HaAl (De hoogste divisie van het Israëlische basketbal), en de Israeli State Cup.

## Geschiedenis
AS Ramat Hasjaron werd opgericht in 1986. Ze spelen hun thuiswedstrijden in de Oranim Arena. Ze werden zes keer Landskampioen van Israël in 1999, 2001, 2002, 2003, 2009 en 2010. In 1999, 2002, 2003, 2005, 2006 en 2010 won Ramat Hasjaron de State Cup. In 1999 haalde ze de finale om de Ronchetti Cup. Ze verloren die finale van Sandra Gran Canaria uit Spanje over twee wedstrijden met een totaalscore van 133-136. De Nederlandse Sandra van Embricqs speelde van 1999 tot 2001 voor de club.

## Erelijst
- Landskampioen Israël: 6
  - Winnaar: 1999, 2001, 2002, 2003, 2009, 2010
  - Tweede: 1994, 2005, 2007
- Bekerwinnaar Israël: 6
  - Winnaar: 1999, 2002, 2003, 2005, 2006, 2010
  - Runner-up: 1991, 2001, 2007, 2008, 2009, 2012, 2015
- Ronchetti Cup:
  - Runner-up: 1999

## Bekende (oud)-spelers
- Meirav Dori
- Limor Mizrachi
- Gunta Baško
- Sandra van Embricqs
- Albina Razjeva
- -- Inna Goerevitsj
- Cheryl Ford
- Deanna Nolan
- Jackie Young

## Bekende (oud)-coaches
- Orna Ostfeld

## Sponsor namen
- 1986-1990: AS Ramat Hasjaron
- 1990-2001: Lachen Ramat Hasjaron
- 2001-2005: AS Ramat Hasjaron
- 2005-2007: Anda Ramat Hasjaron
- 2007-2012: Electra Ramat Hasjaron
- 2012-2017: Herbalife Ramat Hasjaron
- 2017-heden: AS Ramat Hasjaron